# Sofie Flader
Sofie Flader (født 4. juni 1996) er en dansk håndboldspiller, der spiller for København Håndbold. Hun har tidligere spillet for Aarhus United, Ajax København og Nykøbing Falster Håndboldklub. 
I sæsonen 2014-2015 var hun talenttiger i København Håndbold, hvor hun trænede med hos deres ligahold, samtidig med hun spillede kampe for FIF's u18 hold. I 2015-2016 skrev Flader en treårig kontrakt med København Håndbold. I den første sæson blev hun dog udlejet til Ajax København.
Hun har op til flere U-landsholdskampe på CV'et og har blandt andet vundet EM med U19-landsholdet og VM med U20-landsholdet.